# Miobunus forficula
Miobunus forficula is een hooiwagen uit de familie Triaenonychidae.